# Ducatul Bucovinei
Ducatul Bucovinei (germană Herzogtum Bukowina sau Herzogtum Buchenland) a fost un ținut din componența Imperiului austriac începând din anul 1849 și un ținut al coroanei cisleithaniene a Austro–Ungariei din 1867 până în 1918.
Imnul acestei provincii a fost Doamne, păzește-l pe împăratul Francisc (1826-1918).

## Nume
Numele de Bucovina a intrat în uz oficial în anul 1775, odată cu anexarea părții de nord-vest a Principatul Moldovei de către Monarhia habsburgică, care a devenit Imperiul austriac în 1804 și Austro-Ungaria în 1867.
Numele oficial german, die Bukowina, al provinciei sub dominația austriacă (1775-1918), a fost derivat din forma poloneză Bukowina, care la rândul său a fost derivată din cuvântul ucrainean Буковина (Bucovîna), și din forma comună slavă buk, cu sensul de fag (бук [buk] ca, de exemplu, în ucraineană sau, chiar, Buche în limba germană). Un alt nume german pentru regiune, das Buchenland, este folosit mai ales în poezie, și înseamnă „țara fagilor”. În limba română, în contexte literare sau poetice, este folosit uneori numele Țara Fagilor.
În limba engleză, o formă alternativă este The Bukovina, ce este astăzi un arhaism, folosit, cu toate acestea, în literatura mai veche.

## Istorie
După Marea invazie mongolă din Europa, teritoriul Bucovinei a făcut parte încă din secolul al XIV-lea din Principatul Moldovei, ce a avut capitala la Suceava din 1388 până în 1565. În secolul al XVI-lea, Moldova a intrat sub influența otomană, păstrându-și însă autonomia. La începutul secolului al XVIII-lea, Moldova a devenit o țintă a expansiunii spre sud a Imperiului rus, începută de către țarul Petru cel Mare în timpul Războiului ruso-turc din 1710-1711. În 1769, în timpul Războiului ruso-turc din 1768-1774, Moldova a fost ocupată de trupele rusești. 

### Dominația austriacă

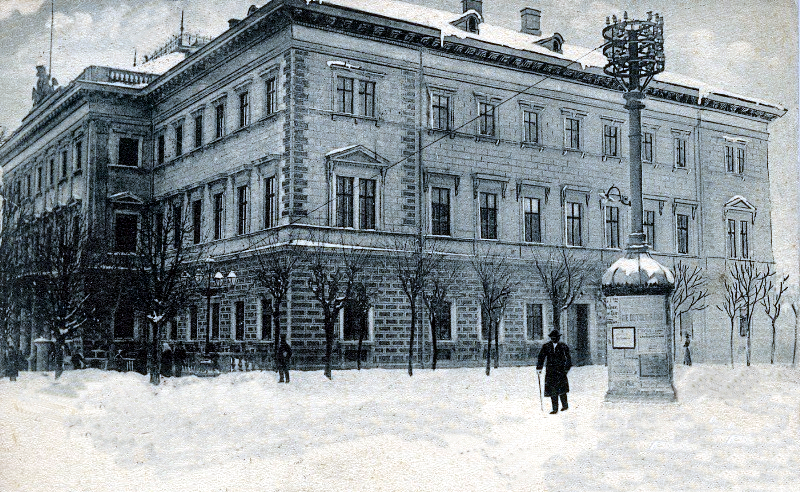
Cernăuți: scaunul guvernului provincial al Bucovinei, circa 1900

În urma Primei împărțiri a Poloniei din 1772, Monarhia habsburgică a dorit să obțină un teren care să facă legătură între Principatul Transilvaniei și nou-dobânditul Regat al Galiției și Lodomeriei. După încheierea în iulie 1774 a Tratatului ruso-turc de la Kuciuk-Kainargi, austriecii au început negocieri cu Sublima Poartă din octombrie 1774 și au obținut în cele din urmă un teritoriu de aproximativ 10.000 de kilometri pătrați pe care l-au numit Bukowina, care a fost anexat oficial în 7 mai 1775. Pe 2 iulie 1776, la Palamutka, austriecii și otomanii au semnat o convenție de frontieră, Austria cedând 59 de sate ocupate anterior și rămânând cu 278 de sate. Deoarece s-a opus și a protestat contra anexării părții de nord-vest a Moldovei de către Imperiul habsburgic, domnitorul moldovean Grigore al III-lea Ghica a fost asasinat de către otomani.
Bucovina a fost la început un district militar închis din 1775 până în 1786 și apoi a fost încorporat ca districtul cel mai mare, Kreis Czernowitz (Districtul Cernăuți, ulterior Kreis Bucowina/Districtul Bucovina), al Regatului Galiției și Lodomeriei, teritoriu al coroanei austriece. Până atunci, nobilimea moldoveană a format în mod tradițional clasa conducătoare în acel teritoriu. Împăratul habsburgic Iosif al II-lea a dorit să uniformizeze regiunea cu celelalte provincii ale monarhiei austriece (deși nu cu Sfântul Imperiu Roman); el a colonizat zonele nepopulate ale Bucovinei cu șvabi dunăreni, cunoscuți mai târziu sub numele de germani bucovineni, și, de asemenea, cu ucraineni (ruteni) din Galiția. La mijlocul secolului al XIX-lea orașul Sadagura a devenit centrul dinastiei hasidice Sadigura. Procesul de imigrare a determinat dezvoltarea economică și multietnică a regiunii, deși aceasta a rămas un avanpost răsăritean al Monarhiei Dunărene.

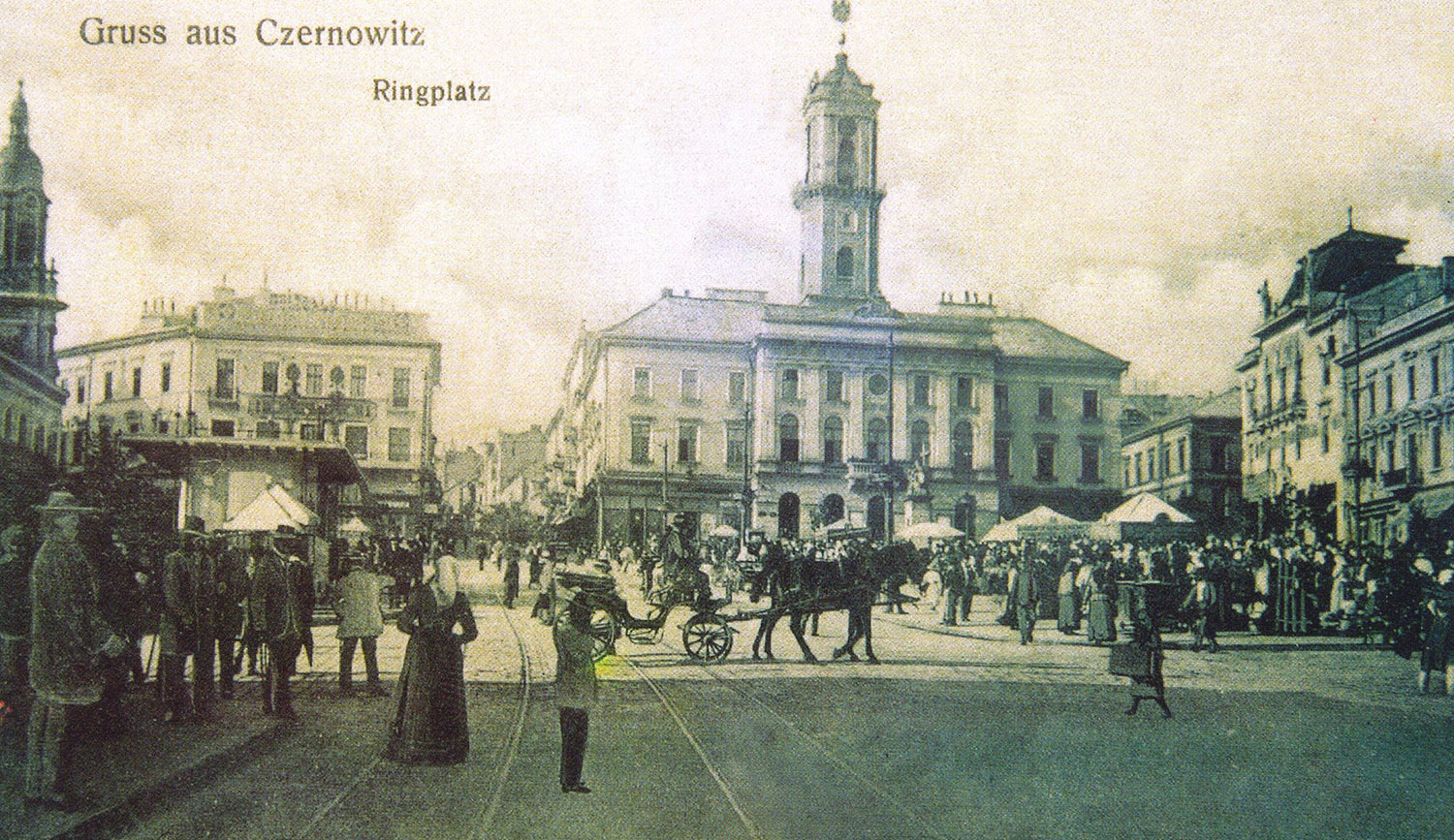
Cernăuți: piața centrală și clădirea primăriei

În 1804, regiunea a devenit parte a nou-înființatului Imperiu austriac. După tulburările politice produse în timpul Revoluției de la 1848, Adunarea Națională i-a cerut guvernului de la Viena să ridice Bucovina la rangul de Kronland (ținut al coroanei) austriac. Începând din 4 martie 1849, fostul Kreis a fost declarat Herzogtum Bukowina, ducat ce a fost inclus nominal în titlul oficial complet al împăratului austriac. El a fost guvernat de un k.k. Statthalter (stadtholder) numit de către împărat, ce a avut, începând din anul 1850, reședința oficială la Cernăuți. 
În 1860, Bucovina a fost din nou alipită Galiției, dar a fost repusă în drepturi ca o provincie separată, încă o dată, potrivit Patentei din februarie 1861 emise de către împăratul Francisc Iosif I. Ținutul coroanei a primit dreptul de a avea propriul Landtag, inclusiv o autoritate executivă Landesausschuss, iar acest statut politic va dura până în 1918. În 1867, odată cu reorganizarea Imperiului austriac ca Austro-Ungaria, Ducatul Bucovinei a devenit parte a teritoriilor Cisleithaniei („Austriei”). După promulgarea Constituției din decembrie 1867, Consiliul Imperial, la inițiativa guvernului Cisleithaniei condus de Karl von Auersperg, a decis să acorde fostului Statthalter titlul de Landespräsident, însărcinându-l cu conducerea unui Landesregierung (guvern statal). Nouă delegați (începând cu alegerile din 1907: 14) au reprezentat Bucovina în Camera Reprezentanților a Cisleithaniei.

### Primul Război Mondial
Principala forță militară în regiune în timp de pace a fost Regimentul 22 Infanterie, cu garnizoana la Cernăuți, la acel moment singurul regiment k.k. Landwehr cu o majoritate românească (54%). Îndată ce ostilitățile au început, cu toate acestea, s-au constituit noi unități prin recrutarea populației localnice. Regimentele 22, 23 și 41 ale Landwehr, împreună cu Regimentul 4 Dragoni erau formate în majoritate din militari români. Pentru a încuraja recrutarea, românilor li s-a permis să poarte culorile naționale, precum și să primească asistență religioasă de la preoți militari români.
În 1914-1915 o mare parte a Bucovinei a fost ocupată de Armata a 8-a Rusă, condusă de generalul Aleksei Brusilov, după înfrângerea austro-ungară în Bătălia Galiției și a fost redobândită de către forțele unite ale Puterilor Centrale după Ofensiva Gorlice–Tarnów și Marea Retragere rusă. Trupele române au luptat curajos, iar 62 de militari români au fost distinși cu Medalia pentru Vitejie. Într-o situație, Regimentul 41 a luptat continuu timp de 54 de ore. În 4 iunie 1916, românii bucovineni aveau următoarele victime: 184 de morți, 1175 de răniți și 82 de capturați.
În toamna anului 1918, statul multi-etnic Austro-Ungaria s-a prăbușit și Ministerul de Război a ordonat oficial demobilizarea, deși nici o autoritate centrală nu a fost în măsură să asigure strângerea armelor. La 18 octombrie 1918, Consiliul Național Ucrainean înființat la Lemberg, în Galiția, a plănuit să instituie Republica Ucraineană, care urma să includă Bucovina și Transcarpatia. La 25 octombrie 1918, a fost înființat la Cernăuți un comitet regional ucrainean condus de Omelian Popowicz pentru a reprezenta Consiliul Național Ucrainean în Bucovina. În 14/27 octombrie 1918, la inițiativa lui Sextil Pușcariu, Iancu Flondor și Isidor Bodea, Adunarea Constituantă a Bucovinei a înființat, la Cernăuți, Consiliul Național Român (format din reprezentanții în Parlamentul austriac și în Dieta Bucovinei și din lideri politici locali), care a adoptat o declarație privind susținerea unirii Bucovinei cu România și a cerut ultimului Landespräsident (guvernatorul austriac), Josef Ezdorf, să cedeze puterea.
Între timp, forțele paramilitare locale ale Consiliului Național Ucrainean au preluat controlul asupra Cernăuților și a altor părți ale Bucovinei, înlocuind controlul austriac în 6 noiembrie. Deși localnicii ucraineni au încercat să includă Bucovina în așa-numita Republica Populară a Ucrainei Occidentale, ei nu au fost capabili să înființeze o administrație. Ca urmare a acțiunilor militare ostile ale ucrainenilor, președintele Consiliului Național Român, Iancu Flondor, a cerut guvernului României să intervină în Bucovina pentru a apăra drepturile populației românești. Cinci zile mai târziu, Divizia a 8-a Română, condusă de generalul Iacob Zadik, a intrat în Cernăuți, împotriva protestelor ucrainene, în timp ce forțele paramilitare ucrainene s-au retras fără rezistență în Galiția. Încercările ulterioare ale autorităților locale ucrainene de a include părți din nordul Bucovinei în Republica Populară a Ucrainei Occidentale au fost rapid înăbușite de trupele române, iar conducerea Consiliului Național Ucrainean a fugit peste Nistru, în Galiția, care se afla parțial sub control militar ucrainean.
După ce trupele române au asigurat pacea în regiune, a fost înființat la 15/28 noiembrie 1918 Congresul General al Bucovinei, era format din 74 de români, 13 ruteni, 7 germani, 6 polonezi (aceasta este compoziția lingvistică, iar evreii nu au fost înregistrați ca un grup separat). Entuziasmul popular s-a răspândit în întreaga regiune și un număr mare de oameni s-au adunat în oraș pentru a aștepta hotărârea Congresului. Congresul l-a ales pe omul politic român bucovinean Iancu Flondor în calitate de președinte și a votat pentru unirea cu Regatul României, cu sprijinul reprezentanților români, germani, evrei și polonezi și în absența reprezentanților ucraineni. Motivele invocate erau faptul că, până la anexarea de către habsburgi în 1775, Bucovina a făcut parte din Principatul Moldovei (acolo se aflau reședința princiară și locurile de înmormântare ale principilor moldoveni) și dreptul la autodeterminare.
Controlul românesc asupra provinciei a fost recunoscut la nivel internațional prin Tratatul de la Saint-Germain-en-Laye în 1919 și prin Tratatul de la Trianon  din 1920, atunci când atât Republica Austria Germană, cât și Regatul Ungariei au renunțat la toate pretențiile asupra Bucovinei.

## Administrație

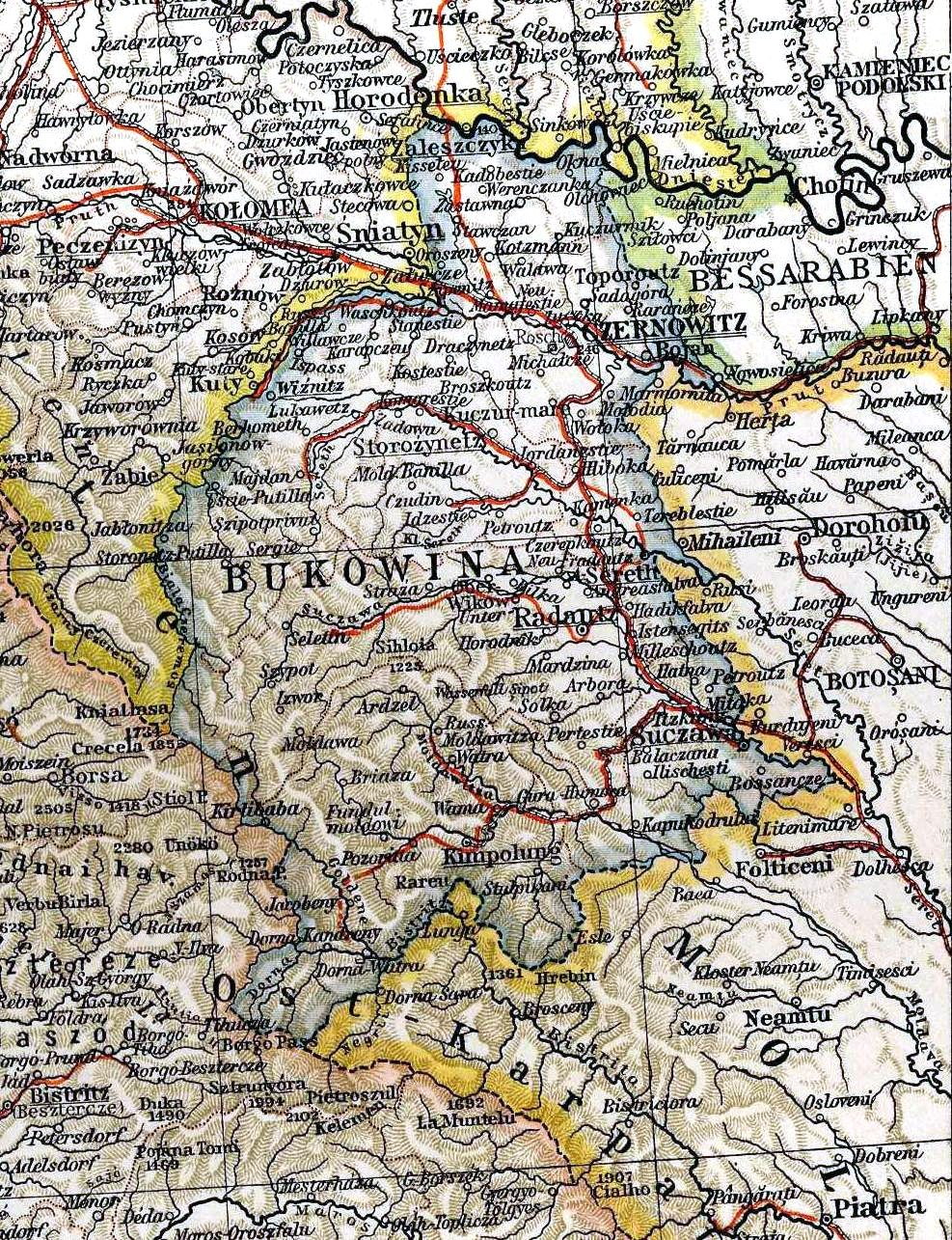
Harta Bucovinei în 1901

Când Kreis Bukowina a fost ridicat la rangul de ducat cu administrație proprie în 1849, el era inițial încă administrat din capitala galițiană Lemberg. Prin ordinul ministrului austriac de interne, Cernăuți a devenit sediul unui statthalter imperial-regal (k.k.) în 1850. Prin Patenta din februarie 1861, Ducatul Bucovinei a primit dreptul de a avea o adunare a reprezentanților, Landtag, cu o autoritate executivă (Landesausschuss) condusă de un Landeshauptmann sau "mareșal" (un fel de guvernator). Începând cu alegerile legislative din Cisleithania din 1907, ducatul a fost reprezentat de 14 delegați în Consiliul imperial austriac. 
Vezi: lista mareșalilor Bucovinei austriece
Subdiviziunile administrative ale ținutului coroanei au fost modificate în 1868; astfel, în 1914, Ducatul Bucovinei era format din unsprezece districte politice (Bezirke): 
| District                             | District            |                 |                       |
| Germană (oficial)                    | Română              | Suprafață (km2) | Populație (anul 1900) |
| ------------------------------------ | ------------------- | --------------- | --------------------- |
| Czernowitz                           | Cernăuți            | 876,06          | 99.438                |
| Gurahumora (est. 1893)               | Gura Humorului      | 739,89          | 55.741                |
| Kimpolung                            | Câmpulung           | 2.349,48        | 55.688                |
| Kotzman                              | Cozmeni             | 518,8           | 94.633                |
| Radautz                              | Rădăuți             | 184,097         | 82.152                |
| Sereth                               | Siret               | 518,8           | 60.743                |
| Storozynetz                          | Storojineț          | 1.152,31        | 80.100                |
| Suczawa                              | Suceava             | 569,32          | 62.447                |
| Waschkoutz am Czeremosch (est. 1903) | Vășcăuți pe Ceremuș | 427,87          | 43.595                |
| Wiznitz                              | Vijnița             | 1.499,89        | 71.631                |
| Zastawna (est. 1905)                 | Zastavna            | 492,82          | 51.502                |

## Evoluția populației
Potrivit recensământului austriac din 1775, provincia avea o populație totală de 86.000 de locuitori (ea includea și populația celor 56 de sate, care au fost returnate ulterior Principatului Moldova). Recensământul a înregistrat numai statutul social și unele grupuri etno-religioase. În 1919, istoricul Ion Nistor a susținut că românii constituiau o majoritate covârșitoare în 1774, aproximativ 64.000 de (85%) din populația totală de 75.000 de locuitori. Existau, de asemenea, aproximativ 8.000 (10%) de ruteni și 3.000 (4%) de locuitori ce aparțineau altor grupuri etnice. Pe de altă parte, o analiză antroponimică a informațiilor furnizate de recensământul rus al populației Moldovei din 1774 susținea că în zona Bucovinei locuiau 68.700 de persoane în 1774, dintre care 40.920 (59,6%) erau români, 22.810 ruteni și huțuli (33,2%) și 7,2% evrei, rromi și armeni. Rutenii locuiau mai ales în partea de nord-vest a Bucovinei, în special în zona cuprinsă între Prut și Nistru, iar huțulii erau concentrați în zona montană din partea de vest a provinciei, mai ales în zona dintre râurile Ceremuș și Putila. În 1787, funcționarii imperiali austrieci au menționat existența la Cernăuți a 153 de case românești, 84 de case germane, 76 de case evreiești și un număr mai mic de case armenești, cehe, grecești, poloneze, ungurești și albaneze.
În cursul secolului al XIX-lea, autoritățile politice ale Imperiului austriac au încurajat un aflux masiv de imigranți (autoritățile austriece au încurajat imigrația, în scopul de a dezvolta economia), mai ales de germani, polonezi, evrei, unguri, ucraineni (menționați la acea dată ca ruteni din Galiția), precum și români din Transilvania. Recensămintele oficiale ale Imperiului austriac (ulterior Austro-Ungaria) nu au înregistrat informații etno-lingvistice până în 1850-1851. H.F. Müller precizează că Bucovina avea în 1840 o populație de 339.669 în scopul conscripției militare. Potrivit lui Alecu Hurmuzaki, 55% din populație era românească la 1848. Recensământul austriac din 1850-1851, care a înregistrat, pentru prima dată, informații cu privire la limbile vorbite, menționa că 48,5% dintre locuitori vorbeau limba română și 38,07% limba ruteană.
În anul 1843, limba ruteană a fost recunoscută, alături de limba română, ca „limbă a poporului și a Bisericii din Bucovina”.
Conform estimărilor și datelor recensămintelor habsburgice, populația Bucovinei a fost următoarea:
| An   | Români        | Români      | Ruteni (ucraineni) | Ruteni (ucraineni) | Alții       | Alții  |
| ---- | ------------- | ----------- | ------------------ | ------------------ | ----------- | ------ |
| 1775 | 40.920-64.000 | 59,6-85,33% | 8.000-22.810       | 10,6-33,2%         | 3.000-4.970 | 4-7,2% |
| 1848 | 209.293       | 55,4%       | 108.907            | 28,8%              | 59.381      | 15,8%  |
| 1851 | 184.718       | 48,5%       | 144.982            | 38,1%              | 51.126      | 13,4%  |
| 1880 | 190.005       | 33,4%       | 239.960            | 42,2%              | 138.758     | 24,4%  |
| 1890 | 208.301       | 32,4%       | 268.367            | 41,8%              | 165.827     | 25,8%  |
| 1900 | 229.018       | 31,4%       | 297.798            | 40,8%              | 203.379     | 27,8%  |
| 1910 | 273.254       | 34,1%       | 305.101            | 38,4%              | 216.574     | 27,2%  |